# 852
852 هي سنة بسيطة تبدأ يوم الجمعة حسب التقويم اليولياني.

## أحداث

### حسب المكان

#### أوروبا
4 مارس

## مواليد
- نقولا ميستيكوس بطريرك القسطنطينية المسكوني (توفي عام 925).
- سعيد بن جودي[1]

## وفيات
- - عبد الرحمن الثاني في الأندلس.